# Ivenacker Eichen

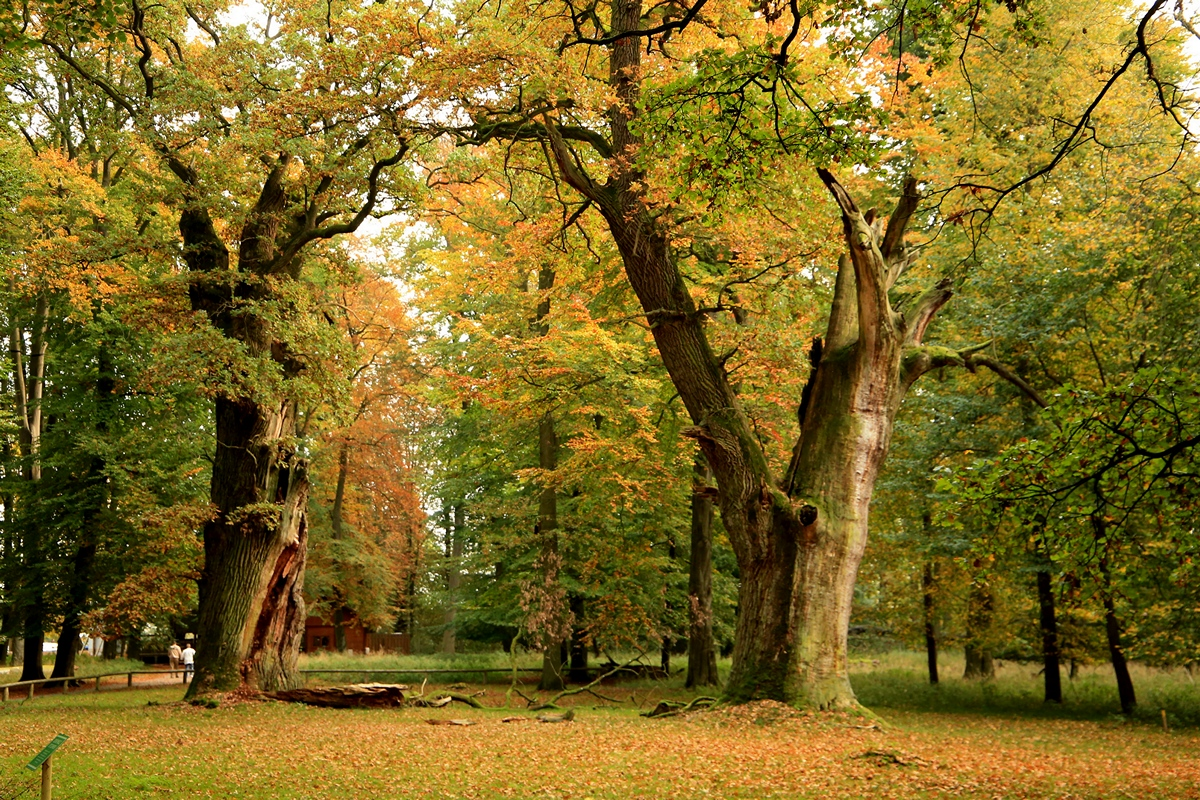
Ivenacker Eichen, im Vordergrund zwei der ältesten Eichen

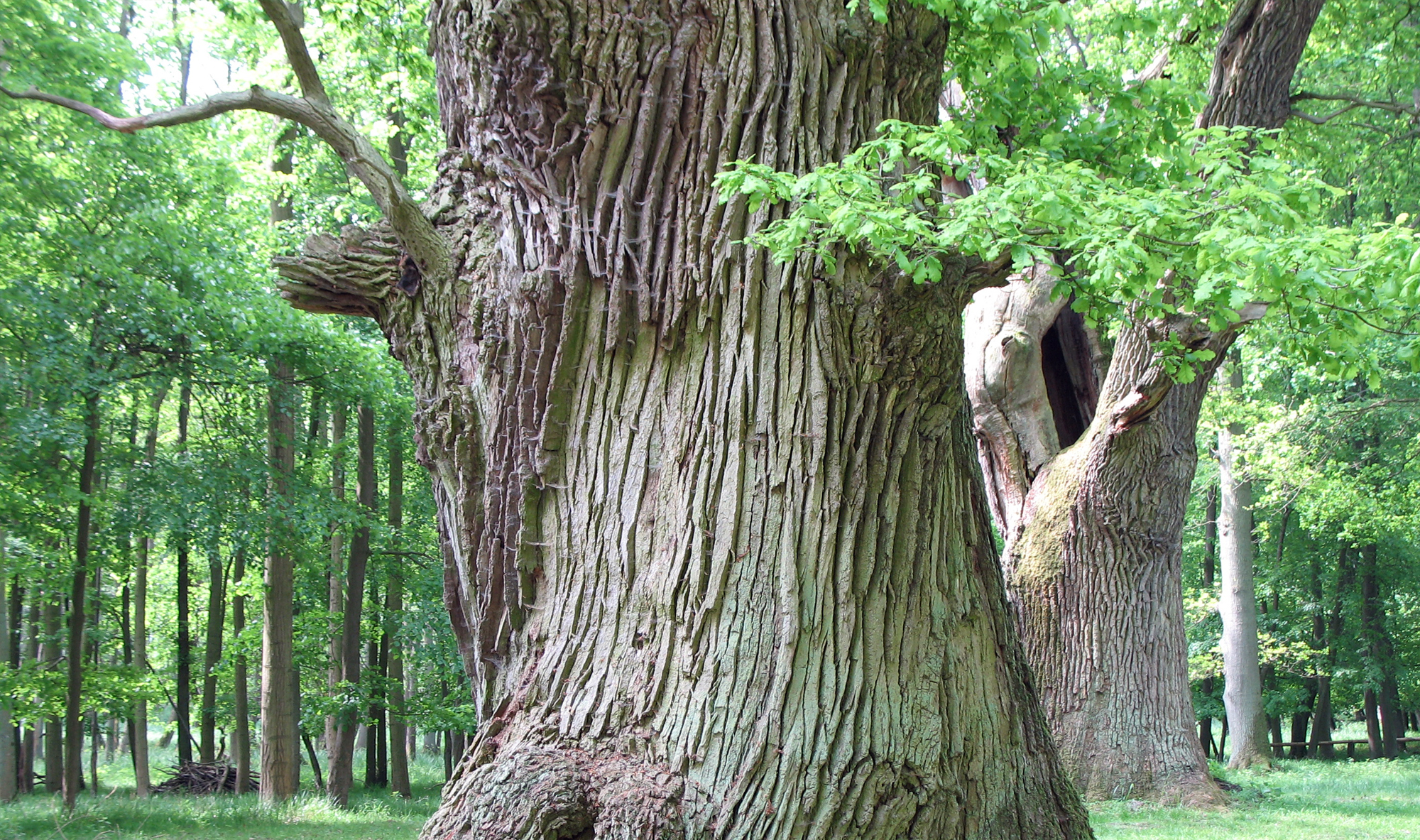
Stämme alter Eichen

Ivenacker Eichen ist der Name des alten Hutewaldes zwischen der Gemeinde Ivenack und der Kleinstadt Stavenhagen in Mecklenburg. Der Hutewald wird auch Ivenacker Tiergarten genannt. Die „Ivenacker Eichen“ im engeren Sinn sind die ältesten und imposantesten Eichen in dem Hutewald, eine von ihnen ist die größte bekannte lebende Stieleiche der Welt.
Seit 1972 werden hier wieder Tiere in einem Gehege gehalten. Der Hutewald erhielt im Jahr 2016 als erstes Gebiet in Deutschland den Status eines Nationalen Naturmonuments. Seit 2017 können Besucher die Bäume auf einem Baumkronenpfad erkunden.
Das Gelände mit seinen Angeboten für Besucher wird vom Landesforst Mecklenburg-Vorpommern verwaltet. Es ist dreifach ein Schutzgebiet: als Nationales Naturmonument, als Bestandteil eines FFH-Gebiets und als Bestandteil eines  Landschaftsschutzgebiets.

## Lage und Ausdehnung
Die Gemeinde Ivenack gehört zum Landkreis Mecklenburgische Seenplatte in Mecklenburg-Vorpommern. Der Eichenwald liegt westlich von Ivenack und dem Ivenacker See, Stavenhagen liegt südwestlich. Auf der Nordseite des Ivenacker Sees hat der Wald einen östlichen Ausläufer, der bis an das Anwesen von Schloss Ivenack heranreicht. Hier am Ortsausgang steht ein Parkplatz zur Verfügung, ein weiterer Parkplatz liegt 350 Meter entfernt an der Straße nach Basepohl.
Das Nationale Naturmonument „Ivenacker Eichen“, auch „Ivenacker Tiergarten“ genannt, hat eine Fläche von 75 Hektar. Diese von einem Zaun umgebene Fläche grenzt im Norden an die Straße von Ivenack nach Basepohl und liegt ansonsten zentral innerhalb eines größeren Waldgebiets. Der gesamte Wald westlich von Ivenack hat eine Fläche von 164 Hektar. Auf der Webseite der Landesforstanstalt Mecklenburg-Vorpommern zu den Ivenacker Eichen wird angegeben, „das Gelände“ sei 164 Hektar groß.
Das Nationale Naturmonument ist flächenmäßig ein Bestandteil FFH-Gebiets „Ivenacker Tiergarten, Stavenhagener Stadtholz und Umgebung“. Die 278 Hektar große Fläche des FFH-Gebiets ist zu 80 Prozent bewaldet. Das Nationale Naturmonument ist außerdem ein Bestandteil des 302 Hektar großen Landschaftsschutzgebiets „Ivenacker Tiergarten“.

## Geschichte

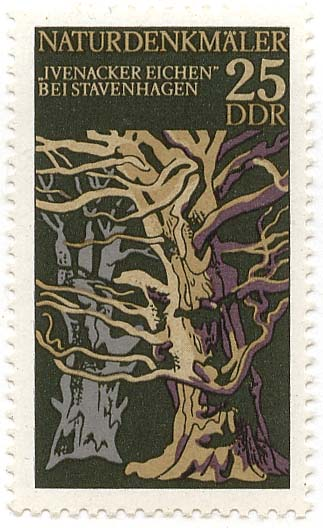
DDR-Briefmarke „Ivenacker Eichen“ aus der Serie „Naturdenkmäler“ (1977)

Vor 1000 Jahren wurde dieses Gebiet durch Slawen als Waldweide (Hude) genutzt. Um 1300 wurde das Vieh des Ivenacker Zisterzienserinnenklosters in den Wald getrieben. 1710 wurde das Gebiet eingezäunt, so entstand der Tiergarten. Zur Jagd wurde Damwild ausgesetzt, das damals in Mitteleuropa nicht heimisch war. Während der beginnenden Weltwirtschaftskrise wurde das Gehege 1929 aufgelöst. 1972 entstand dann das heutige Gehege mit einer Fläche von ca. 75 Hektar, einer kleineren Fläche als zuvor.
1977 gab die Deutsche Post der DDR eine Briefmarkenserie „Naturdenkmäler“ heraus, darunter eine 25-Pfennig-Marke mit dem Motiv der Ivenacker Eichen.
Im Jahr 1995 wurden bei den ältesten Eichen mit einem Zuwachsbohrer Proben entnommen, um Jahresringe auszählen und den Gesundheitszustand beurteilen zu können; an der stärksten Eiche wurden in Brusthöhe drei Bohrkerne entnommen. Weil diese Alteichen alle im Inneren hohl sind, konnte ihr Alter nur geschätzt werden. Das Deutsche Baumarchiv bewahrte danach die Bohrkerne auf.
Im August 2016 wurden die Ivenacker Eichen als erstes Nationales Naturmonument in Deutschland benannt.
Im August 2017 wurde ein 620 Meter langer barrierefreier Baumkronenpfad mit Aussichtsplattform eröffnet.
Nachdem sich Ende der 2010er Jahre Anhaltspunkte für nachlassende Vitalität der fünf ältesten Eichen ergeben hatten, nahmen 15 Experten im Sommer 2020 umfangreiche Untersuchungen an der ältesten und größten Eiche vor. Sie untersuchten ihren Ernährungszustand, das Wurzelwerk mit der Mykorrhiza, den Boden einschließlich der Präsenz von Regenwürmern und mittels Analyse der Schallausbreitung im Holz die Stabilität des Stamms.
Die Ivenacker Eichen waren das Waldgebiet des Jahres 2020/2021.
Im Juli 2023 gab die Deutsche Post eine Sondermarke zu 110 Eurocent heraus mit dem Text „Ivenacker Eichen – Erstes Nationales Naturmonument.“ Als Bildmotiv ist eine Fotografie der mächtigsten Eiche zu sehen.

## Beschreibung
In dem 75 Hektar großen Hutewald stehen rund 240 Bäume mit einem Durchmesser von mehr als einem Meter („Starkbäume“), die meisten sind Eichen.

### Uralte Eichen

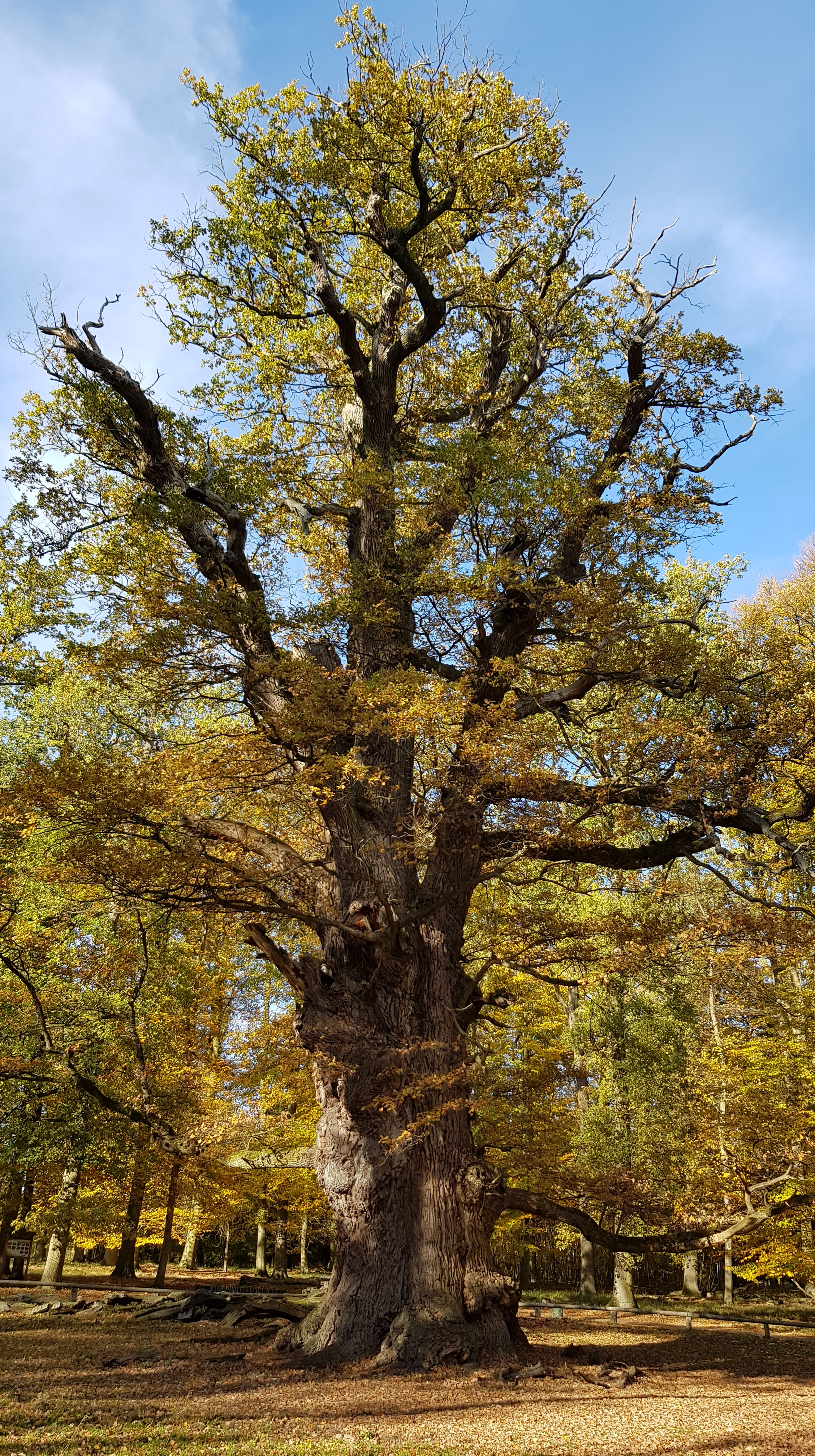
Die Große Eiche im Oktober 2018

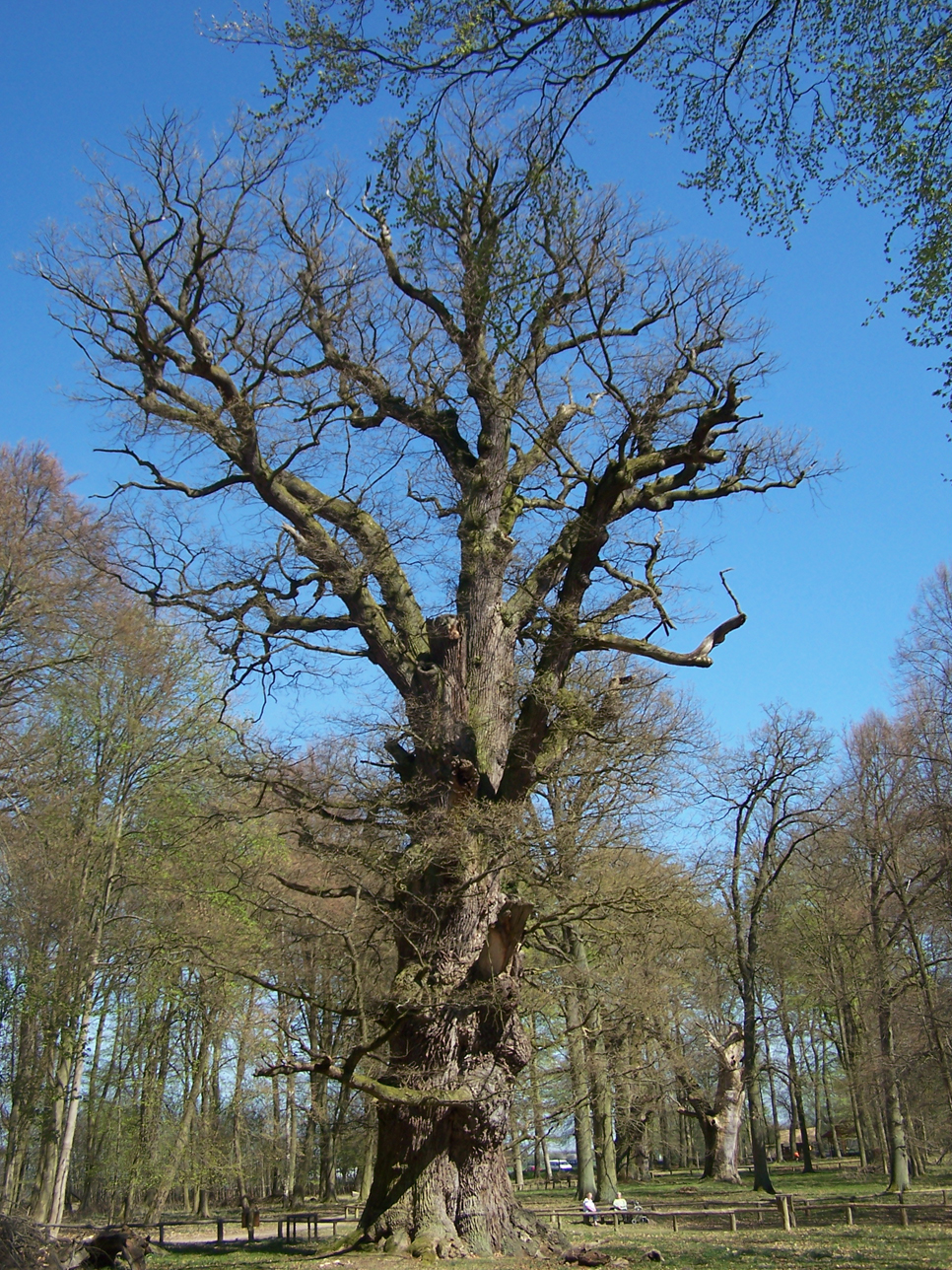
Die Große Eiche im April 2009

Fünf Stieleichen sind besonders alt und mächtig, sie werden oft als „tausendjährige Eichen“ oder „fast tausendjährige Eichen“ bezeichnet. Diese Bezeichnung bezieht sich insbesondere auf die älteste und mächtigste Eiche, die „Große Eiche“ genannt wird. Sie ist 32 Meter hoch und hat ein Holzvolumen von 140 Festmetern. Damit ist sie die größte und mächtigste noch lebende Eiche Europas, das größte Lebewesen Deutschlands und die größte lebende Stieleiche der Welt.
Der Stammdurchmesser der Großen Eiche beträgt in Brusthöhe 3,32 Meter ohne Rinde. Sie hat in Brusthöhe einen Stammumfang von 11,70 m mit Rinde (die anderen vier Uralteichen haben Stammumfänge von rund 7 m bis über 9 m). In Europa gibt es einige Stieleichen und auch einige Traubeneichen mit noch größerem Stammumfang (siehe Liste der Eichen Europas mit einem Stammumfang ab zehn Metern). Der Umfangszuwachs betrug im Zeitraum 1804 bis 1995 durchschnittlich nur 1,16 Zentimeter pro Jahr. Damit gehört die Große Eiche zu den am langsamsten wachsenden Eichen in Deutschland.
Bei den Untersuchungen an der Großen Eiche im Jahr 2020 zeigten sich Schäden, die teilweise schon seit 1995 bekannt waren, zum Beispiel morsche oder ausgetrocknete Bereiche und stellenweise Verlust der Tragfähigkeit im Stammquerschnitt. Der Forstwissenschaftler Andreas Roloff ordnete den Baum nach verschiedenen Kriterien wie der nachlassenden Kronentransparenz der Schadstufe 2 bzw. der Vitalitätsstufe 2 zu („merklich geschädigter Baum“) und kommentierte, dies sei „ein für dieses Alter beeindruckend optimaler Zustand“. Befunde wie einzelne absterbende Wipfel- und Seitenäste und eine nachlassende Belaubung seien bei dem extrem hohen Alter vollkommen normal, weil der Baum nicht immer weiterwachsen könne. Daher stoße er vor allem in zu trockenen Jahren wie 2018 und 2019 Substanz ab. Stefan Kühn vom Deutschen Baumarchiv befürchtet jedoch, dass der riesige Baum zusammenbrechen könnte. Der ringförmige Stamm der hohlen Eiche habe überwiegend nur noch eine Restwandstärke von bis 25 bis 30 Zentimetern, zudem sei der Stamm um 18 Grad geneigt. Falls der Stamm durch die enorme Last deformiert werde oder die Neigung noch zunehme, könne der Stamm kollabieren.
Die fünf Uralteichen zählen zu den ältesten in Deutschland lebenden Eichen, die Bezeichnung als „tausendjährige Eiche“ ist jedoch übertrieben, wie auch bei anderen Exemplaren in Deutschland. Die Infotafeln zur Großen Eiche behaupten zwar, diese sei tausend Jahre alt, jedoch konnte bis heute bei keiner Eiche in Deutschland ein so hohes Alter nachgewiesen werden. Aufgrund der Untersuchungen im Jahr 1995 wurde das damalige Alter bei der jüngsten Uralteiche auf 565 Jahre geschätzt und bei der ältesten auf 826 Jahre (umgerechnet auf das Jahr 2025: 595 Jahre bzw. 856 Jahre). Laut den Experten des Deutschen Baumarchivs ist die älteste Eiche keinesfalls älter als 850 Jahre und wahrscheinlich etwa 750 Jahre alt (jeweils bezogen auf das Jahr 2022).
Am 2. Juli 2025 erhielt die Große Eiche von der Deutschen Dendrologischen Gesellschaft die Auszeichnung zum 50. Nationalerbe-Baum.

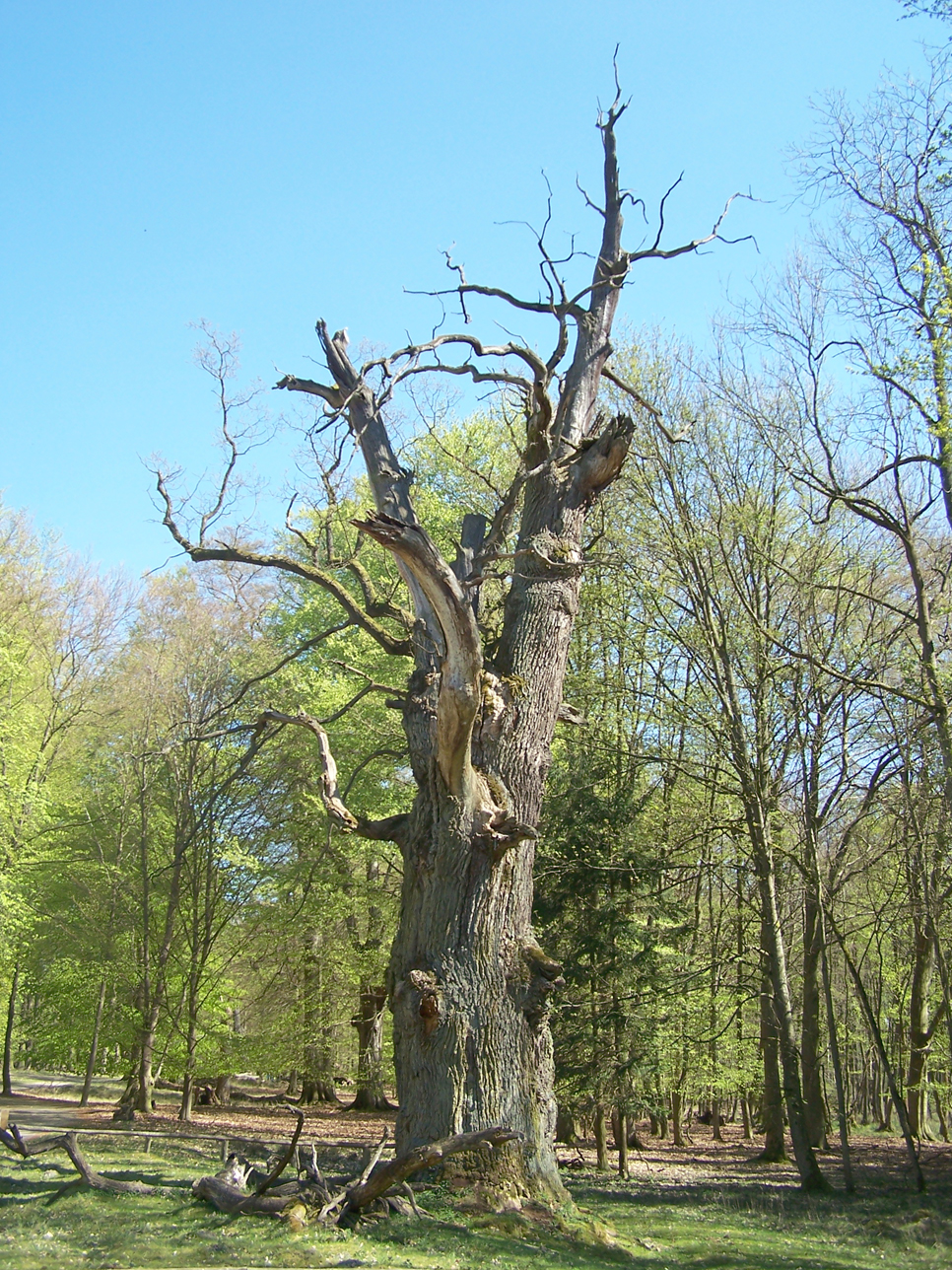
„Pferdekopfeiche“: Höhe 23 m, Brusthöhenumfang 8,95 m
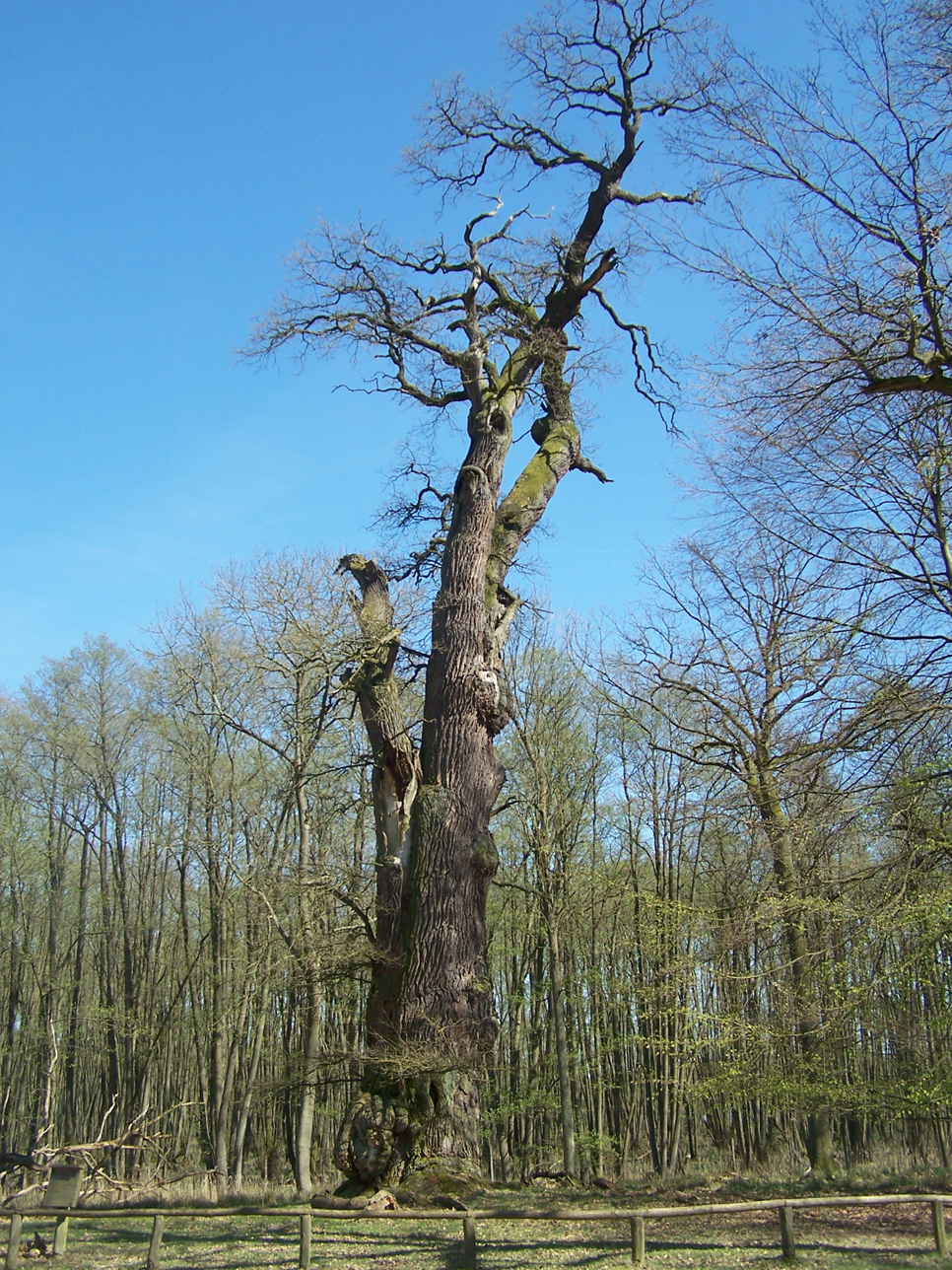
„Knusteiche“: Höhe 29 m, Brusthöhenumfang 9,35 m
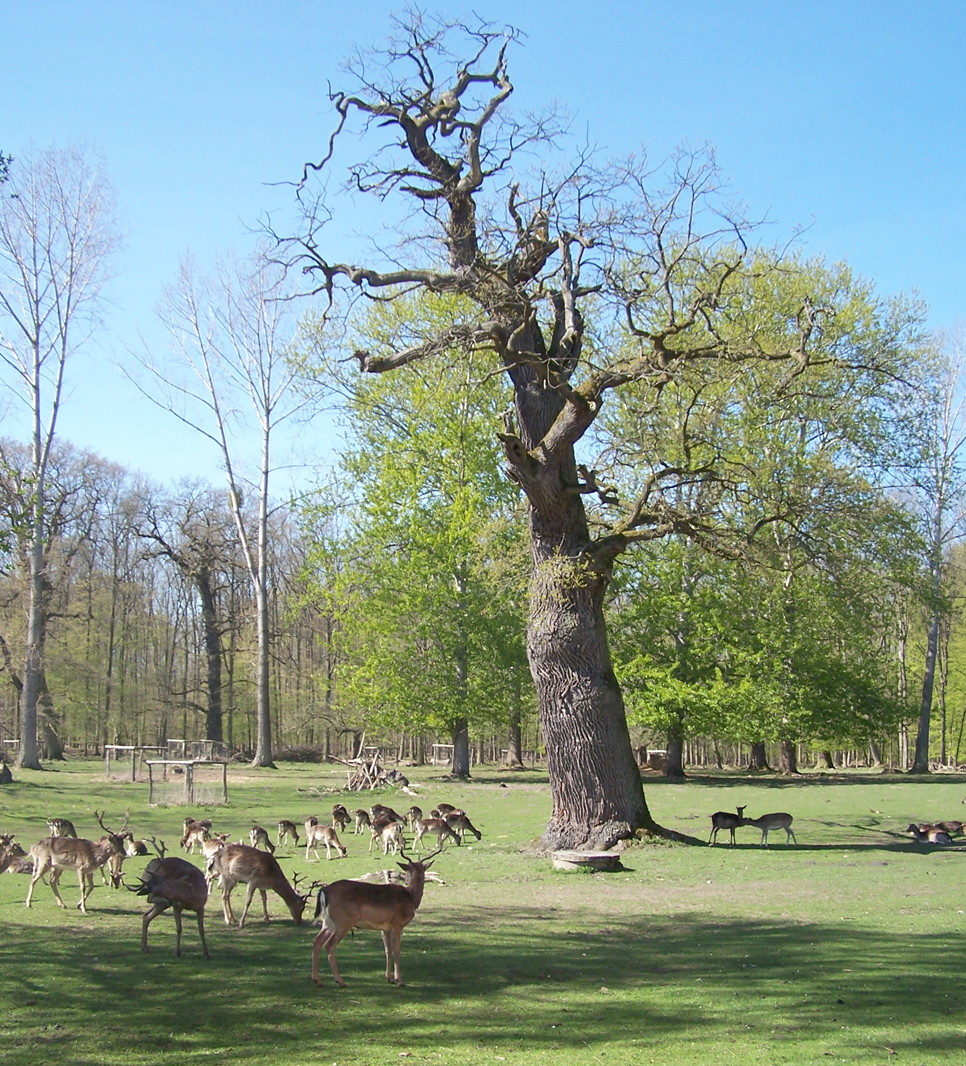
Eiche und Damwild

### Tiere, weitere Sehenswürdigkeiten und Angebote

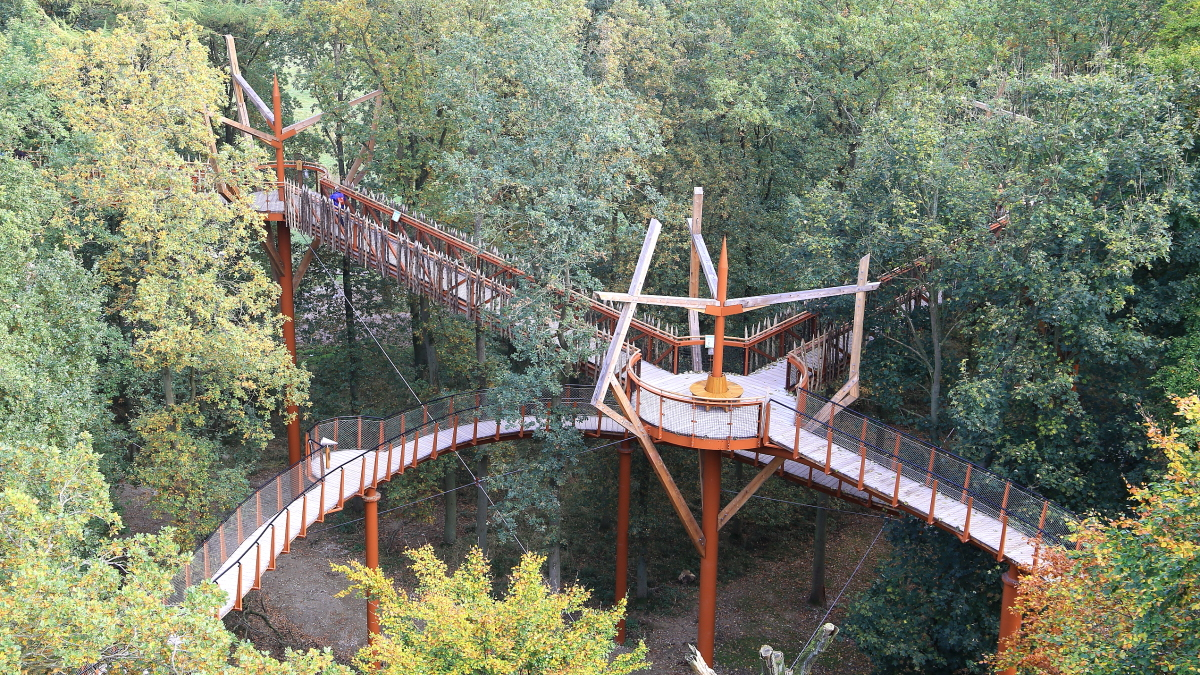
Blick von der Aussichtsplattform auf den Baumkronenpfad

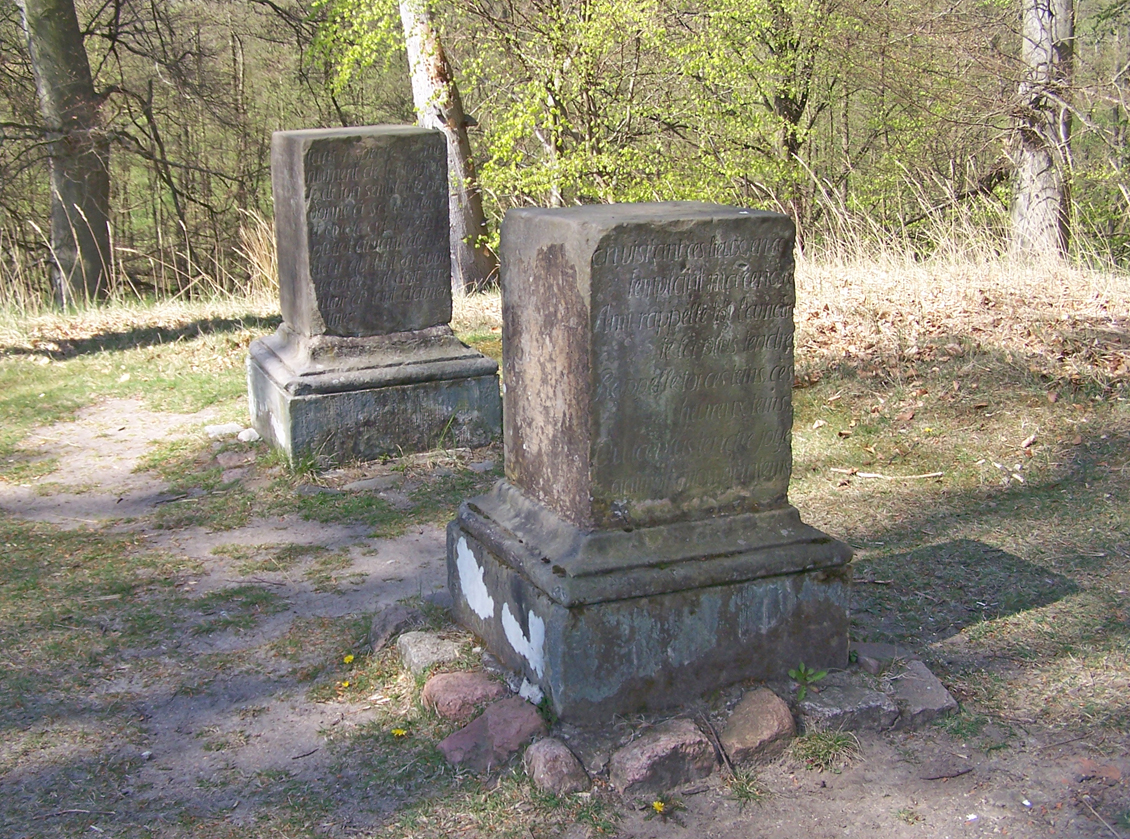
Gedenksteine am „Lieschengrab“

In dem Gehege werden rund 100 Tiere gehalten – vor allem Damwild, aber auch zwei Turopolje-Sauen mit ihren Ferkeln und vier Konik-Pferde.
Eine Attraktion für viele Besucher ist der 620 Meter lange Baumkronenpfad, der barrierefrei auf 16 bis 23 Meter Höhe verläuft. Die 40 Meter hohe Aussichtsplattform mit Aufzug bietet einen Rundumblick auf Ivenack, den Ivenacker See und die Umgebung.
Auf dem Gelände befinden sich außerdem ein Naturlehrpfad, ein barocker Pavillon mit Ausstellung und eine Streuobstwiese mit alten Apfel-, Birnen- und Pflaumensorten. Waldpädagogen bieten Spiele und Aufgaben für Kinder sowie Führungen für Erwachsene an. Ferner werden Lesungen, ein Obstbaumschnitt-Kurs und der „Waldmarkt“ angeboten.
Die Besucher können auch das „Lieschengrab“ besuchen, einen Hügel mit zwei Gedenksteinen aus dem 18. Jahrhundert. Das „Lieschen“ war Anna Elisabeth Gilo, Geliebte des Hellmuth Burchhart Hartwig Freiherr von Maltzahn Graf von Plessen aus Ivenack. Sie starb als junge Frau.

## Sagen zur Entstehung der Eichen
Nicht alle Nonnen sollen hinter den Mauern des Ivenacker Zisterzienserinnenklosters glücklich gewesen sein. Sieben von ihnen gingen daher einen Pakt mit dem Teufel ein. Er versprach, ihre Flucht zu organisieren. Allerdings stellte er eine Bedingung: Bis nach Stavenhagen hin durften die Nonnen sich nicht umdrehen. Doch ihre Neugierde siegte: Sie schauten zurück und verwandelten sich augenblicklich in Eichen.
Eine andere Sage erzählt, dass die sieben Nonnen im Schlaf von Räubern überrascht wurden und halb nackt in den Wald flohen. Am Morgen darauf schämten sie sich ihres sündhaften Anblicks und sie baten den Herrgott, dass er sie den Bäumen gleich im Wald schützen möge. Die Bitte wurde erhört; sie wurden in Eichen verwandelt.
Von der stärksten Eiche berichtet eine Legende, sie sei von einer jungen Nonne gepflanzt worden, die, obwohl sie bereits verlobt war, von ihren Angehörigen gegen ihren Willen in das Kloster geschickt worden sei. Ihre Trauer war groß, musste sie doch ihren geliebten Verlobten verlassen, um fortan ihr Leben in Enthaltsamkeit zu fristen. Ob der Verlobte der Grund für diese Entscheidung der Familie war, ist nicht bekannt. Das einzige Erinnerungsstück, das der Nonne blieb, war ihr Verlobungsring. Diesen soll sie beim Pflanzen der Eiche um den kleinen Baum gelegt haben, damit er dem Baum beim Wachsen helfe und ihn halte. Seitdem habe der Ring am Wachstum der Eiche teilgenommen und halte den Stamm, wenn auch für das menschliche Auge nicht sichtbar, noch heute umschlossen.